# سارة بف
سارة بف (بالإنجليزية: Sarah Pugh)‏ هي مُدرسة أمريكية، ولدت في 6 أكتوبر 1800 في الإسكندرية في الولايات المتحدة، وتوفيت في 1 أغسطس 1884.

## وصلات خارجية
- سارة بف على موقع إن إن دي بي (الإنجليزية)